# ミハイル・プルサク
ミハイル・ミハイロヴィチ・プルサク（ロシア語: Михаил Михайлович Прусак、ラテン文字転写の例：Mikhail Mikhaylovich Prusak、1960年2月3日 -  ）は、ソビエト連邦およびロシアの政治家。1991年から2007年までノヴゴロド州知事。西ウクライナ、イヴァーノ＝フランキーウシク州出身のウクライナ人。なお姓の「プルサク」については、露語版ではプルーサク（Пру́сак） 、英語版ではプルサーク（Пруса́к）と表記揺れが見られる。

## 経歴
1979年コロミスコエ教育大学を卒業する。大学卒業後、教職に就く。兵役を終了した後、1982年ソ連共産党中央委員会付属党学校で学んだあと、コムソモール活動入りし、1986年から1988年にノヴゴロド州ホルムスク地区コムソモール第一書記。1988年から1991年ホルムスク地区ソフホーズ所長。1989年から1991年までソ連人民代議員、最高会議代議員。
1991年10月24日ノヴゴロド州行政長官（知事）に任命される。1993年ロシア連邦議会選挙で上院連邦会議議員に当選する。上院ではロシアの統一と合意党会派に参加し、独立国家共同体（CIS）問題委員会委員。1995年ロシア下院選挙と同時に実施されたノヴゴロド州知事選挙では56.17パーセントを獲得し、再選された。1995年我が家ロシアに参加。1996年上院国際問題委員会委員。2001年ロシア民主党議長に選出された。2005年統一ロシアに入党し、同年6月統一ロシア・ノヴゴロド書記に選出された。
2007年8月3日北西連邦管区のイリヤ・クレバノフ大統領代表にノヴゴロド州知事職の辞表を提出した。ウラジーミル・プーチン大統領は辞任を認める署名をし、後任にセルゲイ・ミーチンを任命した。